# Лафазанис, Панайотис
Панайотис Лафазанис (греч. Παναγιώτης Λαφαζάνης, р. 19 ноября 1951) — греческий политический деятель левого толка. Министр промышленной реконструкции, охраны окружающей среды и энергетики в первом правительстве Алексиса Ципраса (2015). Бывший председатель греческого «Народного единства» (исключён за вождизм); в 2023 году создал «Демократическое движение национального освобождения».

## Биография
Присоединился к на тот момент находящейся в подполье Коммунистической партии Греции, в рядах которой оставался до 1992 года, после чего перешёл в Синаспизмос. Был лидером Левой платформы СИРИЗА накануне её откола от этой правящей партии. В результате перестановок в кабинете министров 17 июля 2015 года Лафазанис был отстранён от должности министра производственной реконструкции, окружающей среды и энергетики. Его заменил Панос Скурлетис, министр труда и социальной солидарности. Приобрёл одиозную репутацию из-за поддержки вторжения России против Украины, включая использование символа «Z». В январе 2023 года он основал новую партию под названием «Демократическое движение национального освобождения».